# Lukas Ridgeston
Lukas Ridgeston, född 5 april 1974 i Bratislava i Tjeckoslovakien, är en slovakisk porrskådespelare som framträder inom gaypornografiska filmer och tidningar. Han har blivit populär genom sitt utseende: muskulös kropp, höga kindben och blåa ögon.